# كاراكس أحادي التبقع
كاراكس أحادي التبقع (الاسم العلمي:Charax unimaculatus) هو نوع من الأسماك يتبع جنس الكاراكس من الفصيلة الكاراكسية.